# Seathwaite
Seathwaite är en ort i Storbritannien.   Den ligger i grevskapet Cumbria och riksdelen England, i den centrala delen av landet, 400 km nordväst om huvudstaden London. Seathwaite ligger 109 meter över havet och antalet invånare är 129.
Terrängen runt Seathwaite är kuperad.Runt Seathwaite är det ganska tätbefolkat, med 60 invånare per kvadratkilometer. Närmaste större samhälle är Ulverston, 18,5 km söder om Seathwaite. Omgivningarna runt Seathwaite är en mosaik av jordbruksmark och naturlig växtlighet.